# Сарыглар, Алексей Ангыр-оолович
Алексей Ангыр-оолович Сарыглар  (род. 16 марта 1966) — хоомейжи, заслуженный артист Республики Тыва (2009), вокалист группы Хуун-Хуур-Ту, Народный хоомейжи Тувы (2022).

## Биография
Родился 16 марта 1966 года в селе Барлык Барун-Хемчикского района Тувинской АССР. Он с 7 лет научился играть на бызаанчы у своего дяди. С 13-14 лет начал исполнять хоомей. В 1983 году после окончания школы один год работал слесарем-мотористом. С 1984 по 1986 годы служил в армии. Отслужив, работал в ДК с. Суг-Аксы Сут-Хольского кожууна.
В 1987 году поступил в Восточно-Сибирский государственный институт культуры в г. Улан-Удэ, параллельно работал в известном ансамбле «Сибирский сувенир» в качестве артиста хоомейжи и барабанщика. В 1992 году по семейным обстоятельствам перевёлся в Кызылское училище искусств. В 1993 году, окончив училище, остался работать там же преподавателем по классу ударных инструментов. В 1994-95 годах Сарыглар А. А. работал в ансамбле «Саяны» в Тувинской государственной филармонии. С 1995 года по настоящее время работает в составе ансамбля «Хуун-Хуур-Ту».
Получил звание Народный хоомейжи Тувы во время IV Международного фестиваля "Хоомей в Центре Азии" за вклад в развитие тувинского горлового пения хоомей и искусства в целом на протяжении многих лет в составе ансамбля Хуун-Хуур-Ту.

## Награды и звания
- Гран-при на фестивале «Хову-Аксы-95» (1995)
- Заслуженный артист Республики Тыва (2009)
- Народный хоомейжи Республики Тыва (2022)
- Благодарность Президента Российской Федерации (29 мая 2025 года) — за  заслуги в области культуры и искусства, многолетнюю плодотворную деятельность[3]